# Liste der Seen in Italien

## Alpine und voralpine Seen
- Lago di Alborelo (Stausee)
- Lago d’Alleghe
- Lago di Alserio
- Lago di Andalo
- Lago di Annone

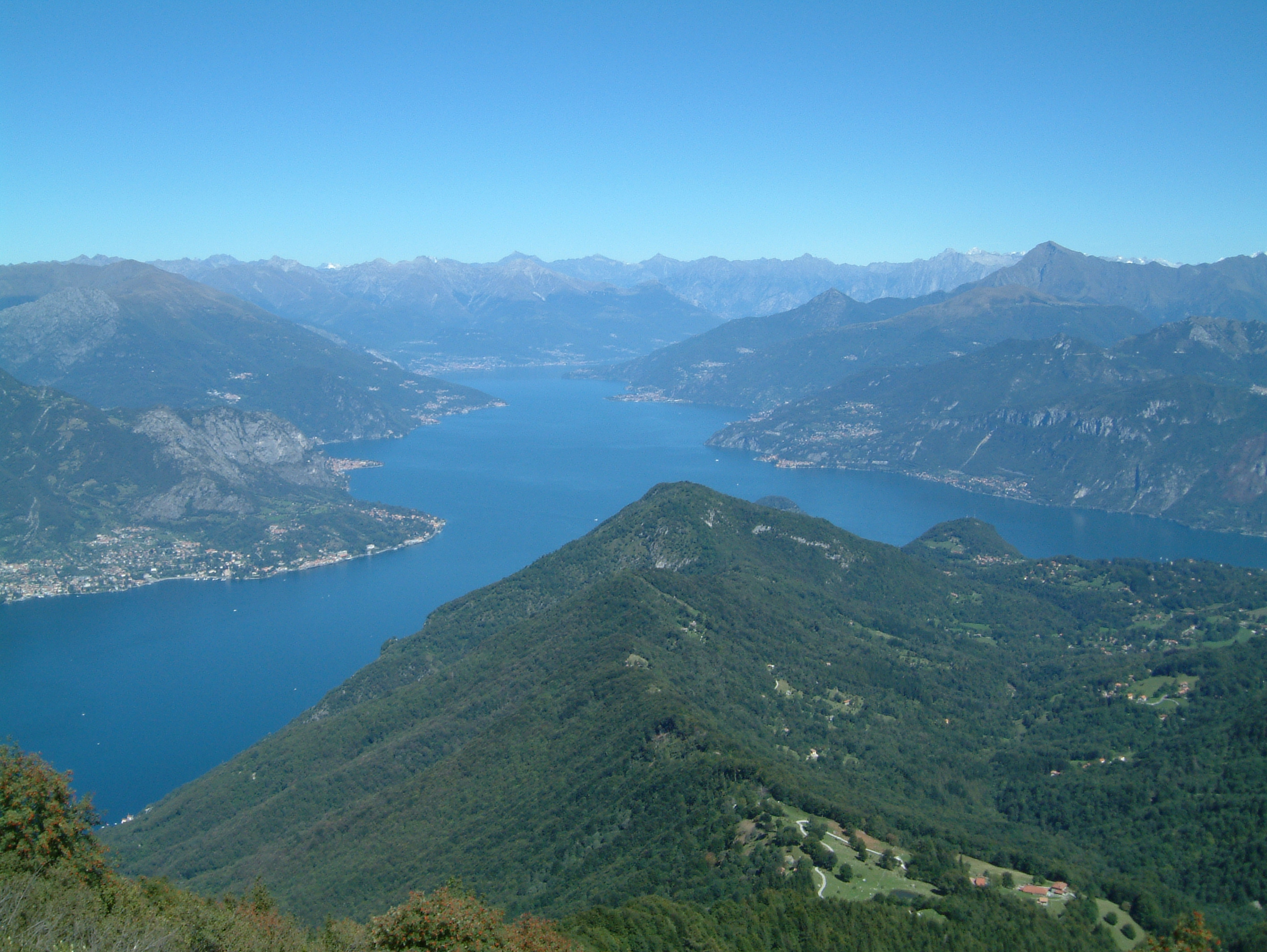
Comer See

- Antermoiasee (Lago d’Antermoia/Lech de Antermoa)
- Lago d’Arno
- Arzkarsee (Lago di Quaira)
- Laghi di Avigliana
- Lago di Aviolo
- Lago d’Avio
- Lago Baitone
- Lago Benedetto
- Lago di Caldonazzo
- Lago di Cancano
- Lago del Careser
- Lago di Cavedine
- Lago di Cei
- Lago di Centro Cadore
- Lago Coldai
- Lago di Comabbio
- Comer See (Lago di Como, Lario) 146 km²
- Lago di Corlo
- Lago Dosazzo
- Lago di Endine
- Lago di Fedaia (Stausee)
- Gardasee (Lago di Garda, Benaco) 370 km²
- Lago Garzone
- Lago d’Idro (Eridio) 11 km²
- Lago d’Iseo (Sebino) 65,3 km²
- Grünsee
- Lago di Lavarone
- Lago di Ledro
- Lago di Levico
- Lago di Loppio
- Luganersee (Lago di Lugano, Ceresio, Italien/Schweiz)
- Lago Maggiore (Verbano, 212 km², Italien/Schweiz)
- Lago di Malga Bissina
- Lago di Malga Boazzo
- Lago di Mergozzo
- Lago di Mis
- Lago di Molveno
- Lago di Monate
- Lago Morto
- Lago di Nembia
- Ortasee (Lago d’Orta, Cusio)
- Lago di Paneveggio (Lago di Forte Buso) (Stausee)
- Lago Pian Palu
- Lago delle Piazze
- Lago Ponte Pia
- Lago di Prà della Stua (Stausee)
- Lago di Pusiano
- Lago di Roncone
- Lago di Salarno
- Lago di San Colombano (Stausee)
- Lago di Santa Croce
- Lago di Santa Giustina (Stausee)
- Lago di Santa Massenza
- Lago di Sauris (Stausee)
- Lago Schener (Stausee)
- Lago del Segrino
- Lago di Serraia
- Lago di Soraga
- Lago di Speccheri (Stausee)
- Lago di Terlago
- Lago di Tenno
- Lago di Toblino
- Lago della Vacca
- Lago di Vaiont
- Lago di Valle di Cadore
- Lago di Valvestino (Stausee)
- Lago di Varese
- Lago di Viverone
- Weißbrunner See
- Zoggler-Stausee

### Seen inSüdtirol/Dolomiten
- Antholzer See/Lago di Anterselva
- Arzkarsee/Lago Quaira (Stausee)
- Boden-Seen/Laghi di Piani
- Dürrensee/Lago di Landro
- Franzensfester Stausee/Lago di Fortezza (Stausee)
- Grünsee/Lago Verde (Stausee)
- Haidersee/Lago della Muta
- Kalterer See/Lago di Caldaro
- Karersee/Lago di Carezza
- Fedaia-Stausee/Lago di Fedaia (Stausee)
- Lagazuoisee/Lago Lagazuoi
- Sorapissee/Lago di Sorapiss
- Federa-See/Lago Federa
- Lappacher See
- Misurinasee/Lago di Misurina
- Montiggler Seen/Laghi di Monticcolo
- Mühlbacher Stausee (Stausee)
- Neves-Stausee/Lago di Neves (Stausee)
- Olanger Stausee/Lago di Valdaora (Stausee)
- Pragser Wildsee/Lago di Bràies
- Reschensee/Lago Resia (Stausee)
- Rieder See/Lago di Novale (Stausee)
- Toblacher See/Lago di Dobbiaco
- Vernagt-Stausee/Lago di Vernago (Stausee)
- Zoggler See/Lago di Zoccolo (Stausee)
- Zufrittsee/Lago di Gioveretto (Stausee)

## Seen in Mittel- und Süditalien

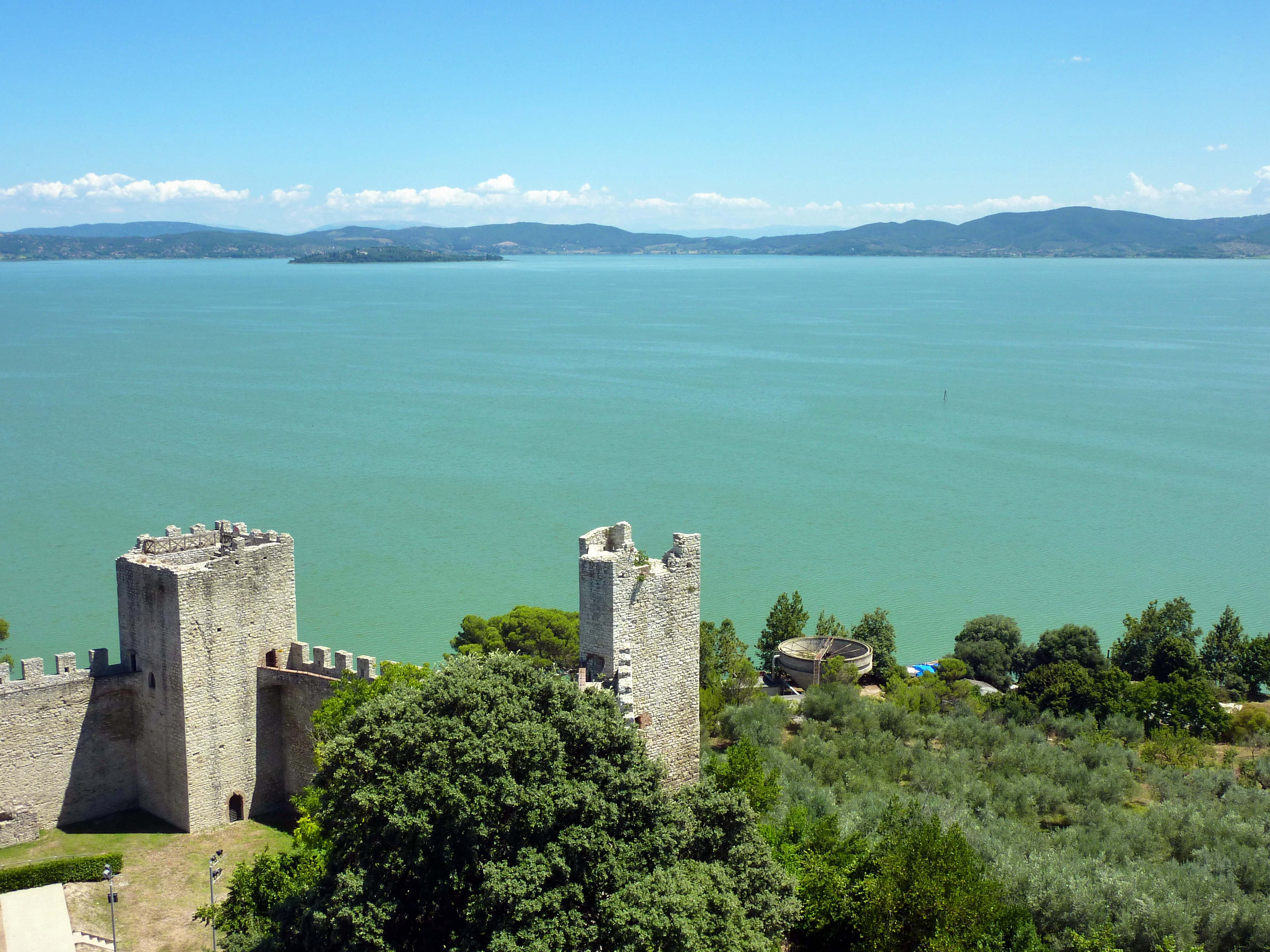
Lago Trasimeno

- Albaner See (Lago di Albano, RM), 600 ha
- Lago Ampollino
- Lago Arvo
- Lago d’Averno
- Lago dell’Accesa
- Lago del Matese
- Lago del Salto
- Lago di Barrea
- Lago di Bolsena (VT), 11.450 ha
- Lago di Bracciano (RM), 5.750 ha
- Lago di Campotosto
- Lago di Canterno
- Lago di Cecita
- Lago di Chiusi
- Lago di Corbara
- Lago di Fogliano (RI) (RI), 3 ha
- Lago di Martignano (RM)
- Lago di Mezzano
- Lago di Monterosi
- Lago di Nemi
- Lago di Occhito
- Lago di Piediluco
- Lago di Scanno
- Lago di Turano, (RI)
- Lago di Vico (VT), 1.210 ha
- Lago Santo (MO)
- Lago Traiano
- Lago Trasimeno, 12.800 ha

## SeenSardiniens
- Lago di Coghinas
- Lago Omodeo
- Lago alto di Flumendosa
- Lago di Flumendosa
- Lago Mulargia
- Lago di Baratz
- Lago di Gusana

## Lagunen und Küstenseen
- Laguna di Grado
- Laguna di Marano
- Laguna di Venezia
- Valli di Comacchio
- Lago di Lesina
- Lago di Varano
- Lago Fusaro
- Mare Piccolo di Taranto
- Mare Grande di Taranto
- Laguna di Sabaudia

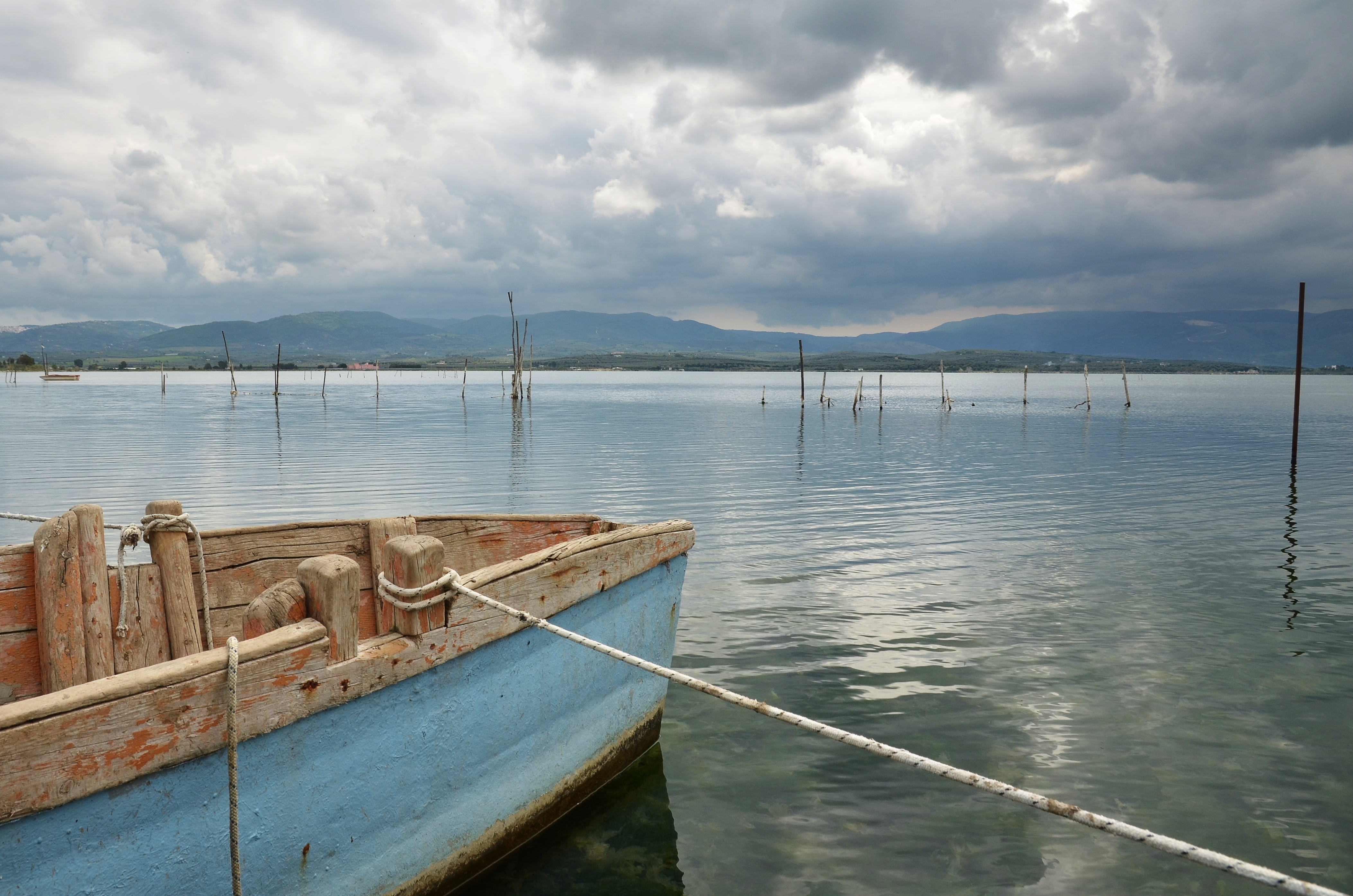
Lago di Varano

  - Lago di Fogliano (LT) (LT), 464 ha
  - Lago di Caprolace
  - Lago dei Monaci
- Lago di Fondi (LT), 450 ha
- Laguna di Orbetello (GR)
- Stagno di Cagliari
- Stagno di Platamona, Sassari
- Stagno di Pilo, Sassari
- Stagno di Casaraccio, Stintino
- Stagno di Marceddi
- Stagno di Santa Giusta
- Lago di Lucrino
- Lago di Patria